# Galium javanicum
Galium javanicum är en måreväxtart som beskrevs av Carl Ludwig von Blume. Galium javanicum ingår i släktet måror, och familjen måreväxter.
Artens utbredningsområde är Java.

## Underarter
Arten delas in i följande underarter:
- G. j. javanicum
- G. j. pulneyense